# Pludwiny
Pludwiny est une localité polonaise de la gmina de Stryków, située dans le powiat de Zgierz en voïvodie de Łódź.